# Yoshiki Takahashi (futbolista)
Yoshiki Takahashi (高橋 義希 Takahashi Yoshiki?, nacido el 14 de mayo de 1985 en Nagano) es un futbolista japonés que se desempeña como centrocampista.

## Trayectoria

### Clubes
| Club           | País  | Año         |
| -------------- | ----- | ----------- |
| Sagan Tosu     | Japón | 2004 - 2009 |
| Vegalta Sendai | Japón | 2010 - 2011 |
| Sagan Tosu     | Japón | 2012 -      |

## Estadística de carrera

### J. League
| Club           | Año   | J. League | J. League | Copa J. League | Copa J. League | Total | Total |
| Club           | Año   | Part.     | Goles     | Part.          | Goles          | Part. | Goles |
| -------------- | ----- | --------- | --------- | -------------- | -------------- | ----- | ----- |
| Sagan Tosu     | 2004  | 27        | 1         | -              | -              | 27    | 1     |
| Sagan Tosu     | 2005  | 40        | 4         | -              | -              | 40    | 4     |
| Sagan Tosu     | 2006  | 47        | 4         | -              | -              | 47    | 4     |
| Sagan Tosu     | 2007  | 42        | 2         | -              | -              | 42    | 2     |
| Sagan Tosu     | 2008  | 40        | 3         | -              | -              | 40    | 3     |
| Sagan Tosu     | 2009  | 46        | 6         | -              | -              | 46    | 6     |
| Vegalta Sendai | 2010  | 13        | 0         | 7              | 1              | 20    | 1     |
| Vegalta Sendai | 2011  | 19        | 0         | 3              | 0              | 22    | 0     |
| Sagan Tosu     | 2012  | 16        | 0         | 1              | 0              | 17    | 0     |
| Sagan Tosu     | 2013  | 34        | 2         | 2              | 0              | 36    | 2     |
| Sagan Tosu     | 2014  | 30        | 1         | 4              | 0              | 34    | 1     |
| Sagan Tosu     | 2015  | 32        | 0         | 4              | 0              | 36    | 0     |
| Sagan Tosu     | 2016  | 34        | 1         | 3              | 0              | 37    | 1     |
| Sagan Tosu     | 2017  | 34        | 1         | 4              | 2              | 38    | 3     |
| Total          | Total | 454       | 25        | 28             | 3              | 482   | 28    |